# 克诺索斯
克诺索斯（希臘語：Κνωσός）是克里特岛上的一座米诺斯文明遗迹，被认为是传说中米诺斯王的王宫。它位于克里特岛的北面，海岸线的中点，是米诺斯时代已发现最为宏伟壮观的遗址，可能是整个文明的政治和文化中心。克诺索斯遗址是由英国考古学家阿瑟·伊文思于1878年进行了最早的完整发掘，发现了大批米诺斯遺跡，和许多刻有使用线形文字A的文本的泥板，揭示了米诺斯文明的存在。其中最为辉煌的米诺斯王宫始建于约前2100年至前1800年，后几经扩建，占地约一万三千平方公尺，围绕着一个1200平方公尺的中心院落展开成四个翼，上下五层楼，共有一千多间房间。
克里特島位於希臘半島南邊，地理位置與埃及相近，以宮殿為中心發展。荷馬記錄說克里特島有90個城市，米諾斯原址是最重要的一個。幾千年來，如果克诺索斯沒有那個神話傳說，它基本上就是一個默默無聞的邊緣地帶。伊文斯發現的不僅僅是一座廢墟，而是古老的克里特文明。這一發現將使古希臘的文明史向前推進了將近一千年。雖然創造的文明已成為遺跡，但是希臘伯羅奔尼撒半島的邁錫尼繼承了米諾斯的文明，成為新的愛琴文明中心，歐洲文明於是得以此基礎進步發展。

## 迷宮傳說
從荷馬史詩《奧德賽》描述得知，國王米諾斯（Minos）統治著這片土地，征伐的勝利沖昏了頭腦，他變得暴虐專橫且狂妄自大，不再對諸神頂禮膜拜，宙斯決定對他施以懲罰，將他的妻子與公牛私通並生下一個牛首人身的怪物，名為米諾陶洛斯（Minotaur）。為了遮醜，米諾斯將他關在一座迷宮中。後來，米諾斯的兒子安德洛吉亞斯到雅典參加體育競賽，遭到雅典國王的嫉妒而被殺害。盛怒之下，米諾斯率領艦隊一舉攻下雅典，命令雅典人每九年選送7對童男童女供兇殘的米諾陶洛斯享用。
第三次進貢時，雅典王子特修斯（Theseus）自告奮勇前去殺死牛怪。公主阿里亞特（阿麗阿德涅）愛上了英俊勇敢的特修斯，悄悄送給他一把鋒利的寶劍和一個線團。經過一番惡戰，特修斯終於殺死米諾陶洛斯，依靠線團的指引順利走出迷宮，帶著公主啟程回國。

## 考古歷程
1887年，第一個特洛伊的發掘者海因里希·謝里曼仔細考察了克里特島上每一塊露出地面的陶片和石塊，最後將目標鎖定在距克里特島北岸約4公里的克諾索斯。可惜最後為了1612棵橄欖樹，無法與土地所有者談攏價錢，謝里曼最終抱著莫大的遺憾與世長辭。
後來由阿瑟·伊文思證明了謝里曼的判斷，伊文思並不輕信神話故事，認為牛頭怪的傳說不一定就是真的，但米諾斯王生性殘暴且樹敵甚多，極有可能會打造一座刺客進不來的複雜宮殿。他認定的發掘地點是古代米諾斯國王的宮殿遺址所在地。對克諾索斯的發掘始於1900年3月23日，開挖第一天，民工們就找到了牆和一些工藝品，而且這裡的文物埋藏得出乎意料地淺，幾乎每一鏟下去都有所收獲。經過多年的挖掘，米諾斯王宮終於出土，這座王宮就是傳說中的南海迷宮的原型。隨著發掘的深入，伊文思發現這些遺址並非是孤立的建築物，它們是一個龐大宮殿的組成部份。1900年4月5日，伊文思在王宮遺址中發現了一副壁畫，壁畫的顏色歷經千年依然鮮豔，它描述著一個優雅的黑髮人像，這就是傳說中這一神秘文明的創造者－「米諾斯人」，當時已知使用青銅器與製陶，並影響了愛琴海島嶼和希臘半島的其他民族，這一文明也被稱為「米諾斯文明」（Minoan civilization）。
伊文思的發現引起軒然大波，因為謝里曼對邁錫尼文明的發現，將歐洲史的序幕提早了一千年或更早，而克里特島米諾斯王宮的發現，再次將歐洲文明的起源更加提早了整整一千年。這些考古研究證實米諾斯文明始於西元前兩千六百多年前，此時克里特島上已開始孕育愛琴海的古代文明。西元前2000年前後，克里特島以北端克諾瑞斯城為中心建立了統治全島的奴隸制國家。西元前1700年前後，克諾索斯毀於地震。後人再於廢墟上重建新城。

## 遺跡概述
米諾斯王宮坐落在克諾索斯的凱夫拉山緩坡上，這個王宮建於約西元前2000年，佔地面積達22000平方公尺之多，王宮四周的各種建築物呈放射狀向外延伸。一些豪華的住宅裡面還有冷熱水管俱全的浴室，旁邊也有極為簡陋的小屋和茅舍。從東宮至西宮，有王后寢宮、雙斧宮、國寶殿、樓房、貯藏室、倉庫等大小約1500多間宮室，並由一扇扇重門將整座建築物連接在一起。長形的中央庭院約佔地1400多平方公尺，把東宮和西宮結合一起。房屋和院落之間曲折多變，多級石階又使樓上樓下變得高低暢通、錯落有致，建築廊道迂回、宮室交替，進入之後即很難找到出口，牆上還有歷經3000多年的壁畫，而且剛出土時仍是色澤鮮豔。牆上的壁畫有鬥牛戲的內容，相當符合希臘神話中所說的南海迷宮和迷宮飼養的吃童男童女的人頭牛身怪物的情節。裡面更是挖掘出為數眾多的藝術品，有雕刻、壁畫以及許多跟宗教有關的文物。外觀沒有亞述帝國宮殿般壯觀，每一個宮室的規模比較小且高度也不高。

## 文明的盛衰
據荷馬所描述的顯示此地已有高度發達的文明，宮殿遺址內巨大的儲藏室及不設防的城市結構說明，克里特擁有一支強大的船隊，其文明因便利的交通和發達的得以發展貿易，積聚了巨額財富。克里特遺址中出土大量的青銅製武器、金屬器皿和寶石、雕刻、陶器以及彩色壁畫，反映出克里特文明繁盛時期的盛況。20世紀中期以後有考古學家發現一些自然災害證據，提出主張在西元前1470年前後，圣多里尼火山的爆發最終毀滅了克里特島的一切，隨著歲月的消逝，城市和宮殿的廢墟逐漸被泥沙掩埋。
然而最新研究顯示，圣多里尼火山爆發約在西元前1645年，
因此推論米諾斯文明有可能是毀於希臘伯羅奔尼撒半島的亚该亚人，阿該亞人民族驍勇善戰並統治著在邁錫尼、梯倫斯周圍的民族，修築大量堅固的城塞。米諾文明後期，克里特文明衰敗了，來自北方的蠻族先是征服了希臘半島，於是約在公元前1470年到公元前1380年，阿該亞人大舉入侵克里特島，然後又征服了整個克里特，此後邁錫尼用「線形文字B」取代了「線形文字A」。

## 畫廊

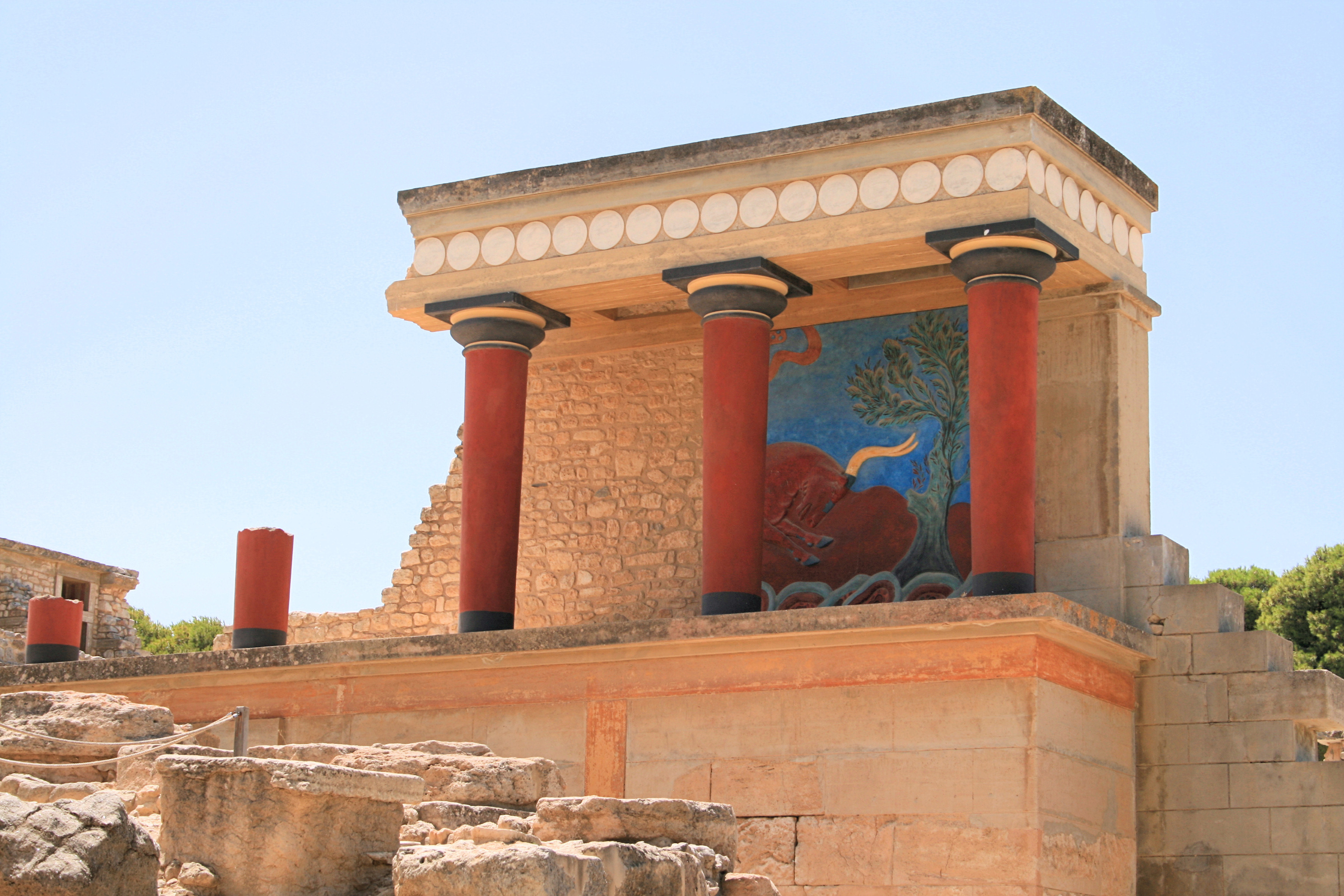
还原示例
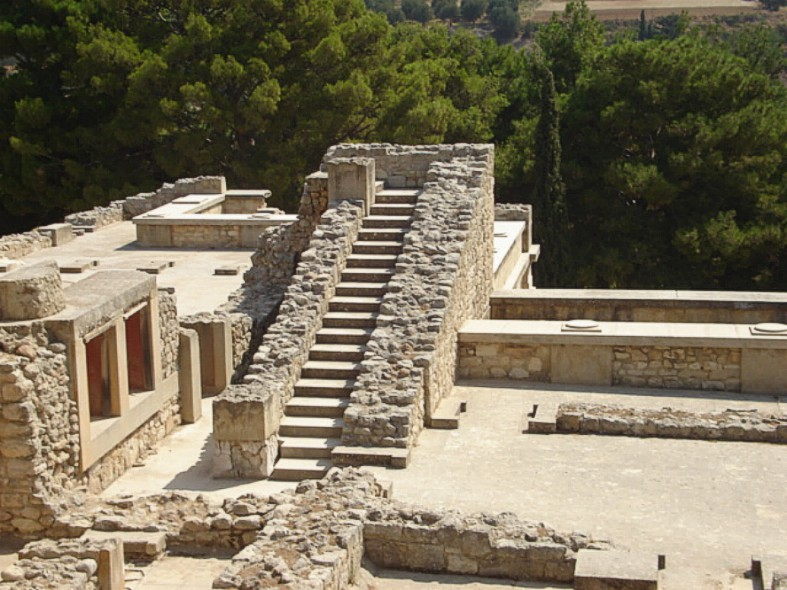
克诺索斯宫殿
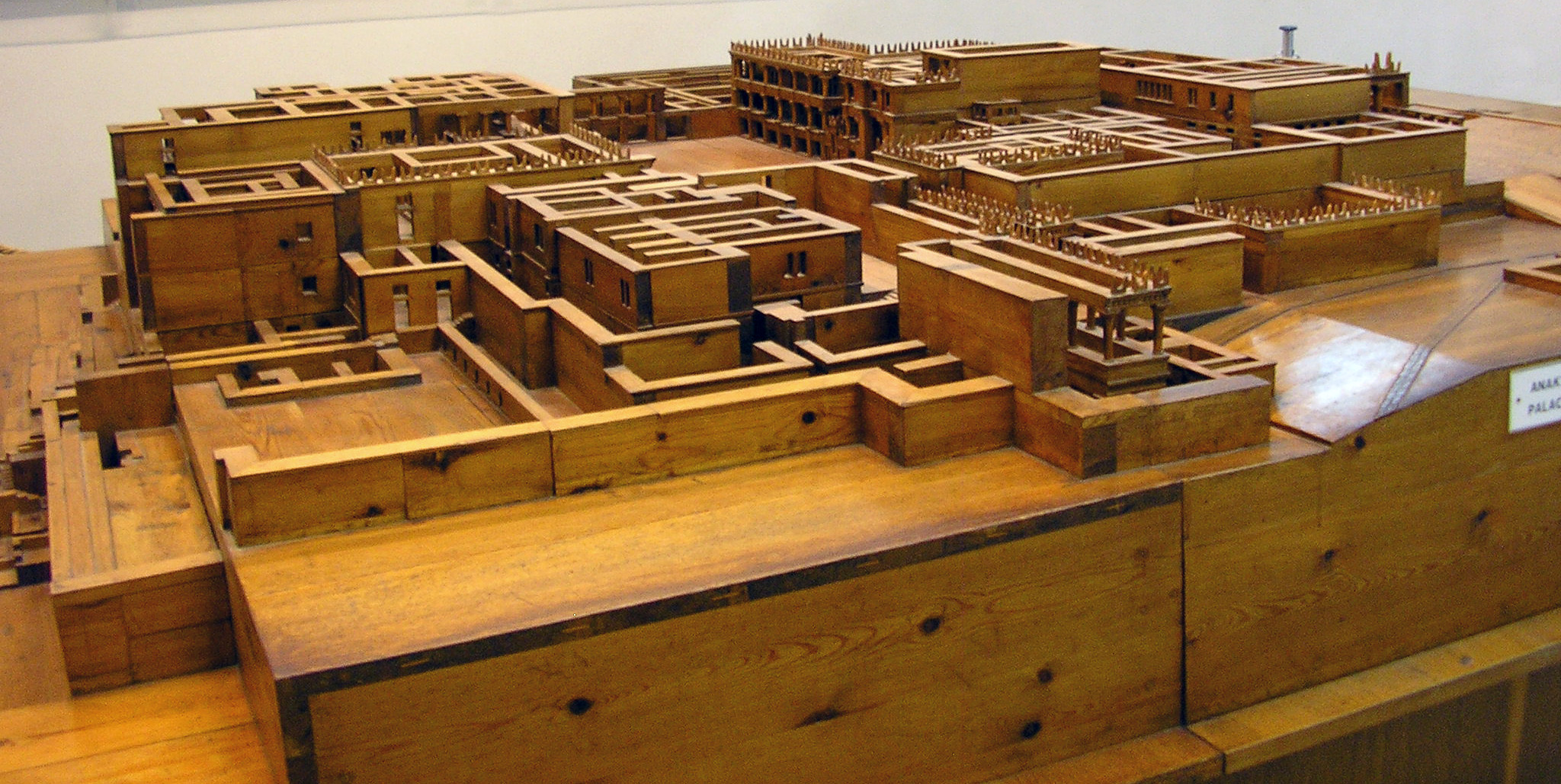
克諾索斯木製模型
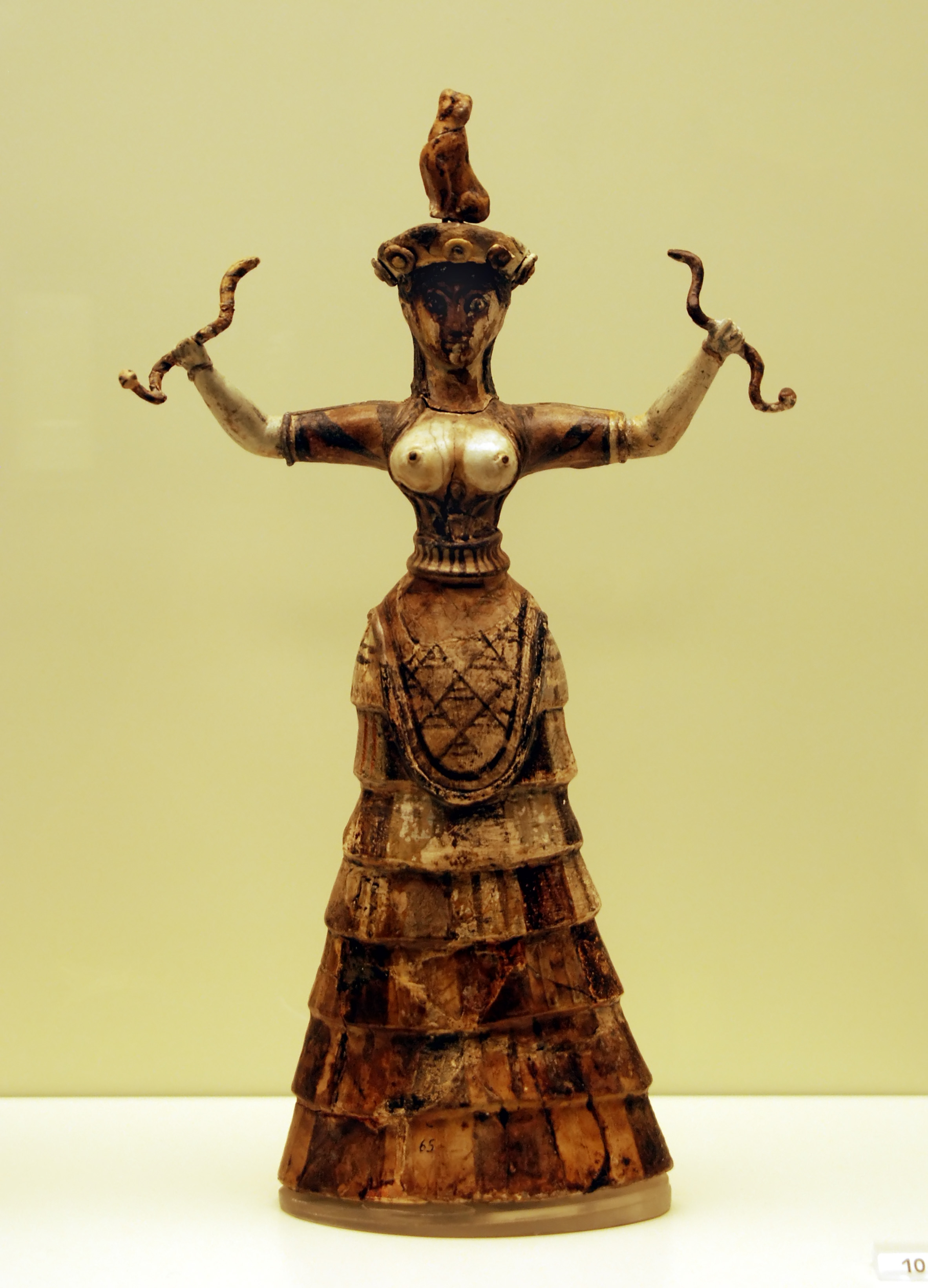
《邁諾安執蛇女神》彩繪裝飾的陶塑像
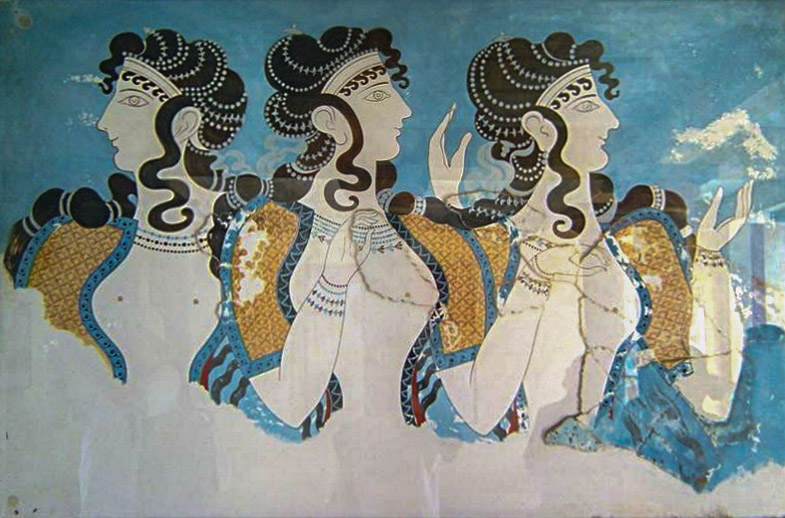
克諾索斯遺跡牆上的壁畫裡的女人
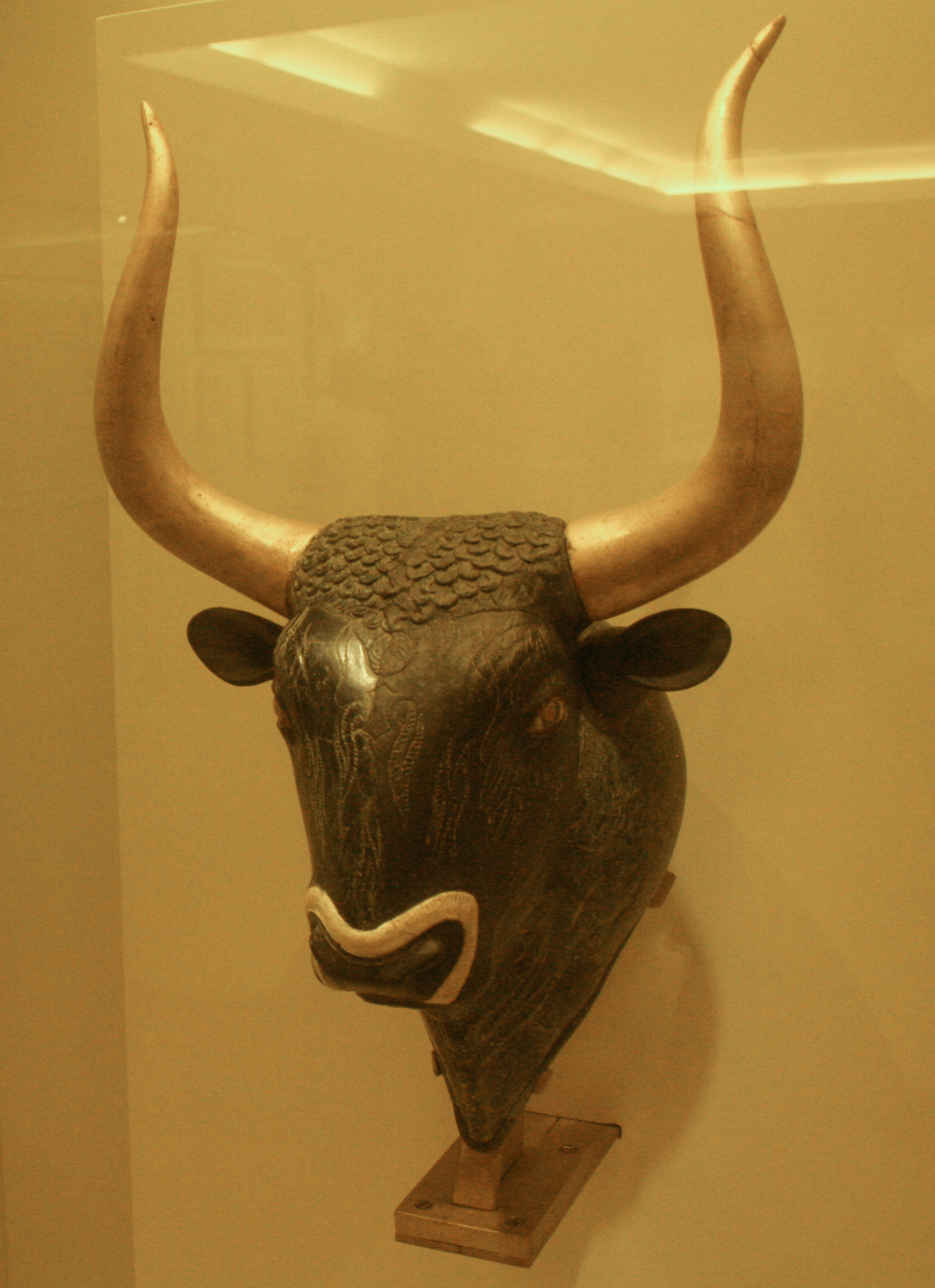
於克諾索斯

## 外部連結
- （繁體中文）克諾索斯皇宮﹝Palace of Knossos﹞ （页面存档备份，存于）
- （英文）Hellenic Ministry of Culture
- （英文）British School at Athens Knossos Pages（页面存档备份，存于）（這個網站包含Activex導覽的全景可移動瀏覽宮殿場景）
- （英文）Aegean Prehistory Online at Dartmouth
- （英文）Knossos on Wikimapia（页面存档备份，存于）
- （英文）The Palaces of Minos at Knossos, Athena Review, Vol.3, no.3
- （英文）Knossos Palace informations （页面存档备份，存于）